# Conlan Carter
Chester Conlan Carter (* 3. Oktober 1934 in Center Ridge, Arkansas) ist ein US-amerikanischer Schauspieler.

## Leben
Carter wuchs als jüngerer Bruder von John Carter auf einer Farm in Missouri auf. Er besuchte zwischen 1952 und 1954 die Southeast Missouri State University und diente danach zwei Jahre bei der United States Air Force. Im Anschluss zog er nach San Francisco, wo er Schauspiel studierte und an lokalen Theaterproduktionen mitwirkte. 1959 zog er nach Hollywood und erhielt schnell Fernsehrollen. So spielte er Gastrollen in den Westernserien Rauchende Colts, Tausend Meilen Staub, Westlich von Santa Fé,  Die Leute von der Shiloh Ranch und Bonanza und hatte eine wiederkehrende Rolle in The Law and Mr. Jones an der Seite von James Whitmore.
Größere Bekanntheit beim US-amerikanischen Publikum erlangte er durch seine Darstellung des Doc in der während des Zweiten Weltkriegs spielenden Serie Combat an der Seite von Vic Morrow. Nach dem Ende der Serie war Carter bis Mitte der 1980er Jahre weiterhin als Gaststar im Fernsehen zu sehen, eine nennenswerte Filmkarriere hatte er dagegen nicht. Danach zog er sich aus dem Filmgeschäft zurück und arbeitete als Pilot.

## Filmografie (Auswahl)
- 1960: Rauchende Colts (Gunsmoke)
- 1962: Tausend Meilen Staub (Rawhide)
- 1962: Westlich von Santa Fé (The Rifleman)
- 1963: Die Leute von der Shiloh Ranch (The Virginian)
- 1963: The Twilight Zone
- 1963–1967: Combat!
- 1964: Bonanza
- 1968: Big Valley (The Big Valley)
- 1969: Mannix
- 1972: Der Chef (Ironside)
- 1973: Barnaby Jones
- 1973: Der Tiger hetzt die Meute (White Lightning)
- 1982: Ein Duke kommt selten allein (The Dukes of Hazzard)
- 1982: Quincy (Quincy M.E.)
- 1984: Love Boat (The Love Boat)
- 1986: MacGyver

## Auszeichnungen
- 1964: Emmy-Nominierung für Combat!